# Macintosh Classic
Macintosh Classic – komputer osobisty produkcji firmy Apple Computer, wprowadzony na rynek 15 października 1990. Był to pierwszy komputer Macintosh sprzedawany w cenie poniżej 1000 USD. Produkcja modelu Classic napędzona była sukcesem rynkowym modeli Macintosh Plus i SE. Jego specyfikacja techniczna podobna była do poprzedników – zastosowano dziewięciocalowy ekran kineskopowy o rozdzielczości 512 × 342 piksele, obowiązywał też czteromegabajtowy limit zainstalowanej pamięci RAM. Decyzja firmy Apple o niewłączeniu najnowszych zdobyczy techniki do nowego modelu komputera (na przykład procesora Motorola 68010, zwiększona ilość RAM, czy wyświetlacz kolorowy) zapewniła zgodność modelu Classic z ówcześnie rozbudowaną bazą oprogramowania, jak też umożliwiła umieszczenie komputera w przedziale urządzeń o niskiej cenie, co było zamierzeniem producenta. Model Classic został jednak wyposażony w szereg usprawnień, w porównaniu do starzejącego się macintosha Plus, którego zastąpił w segmencie wejściowym. Standardowym wyposażeniem komputera, o 25 procent szybszego od poprzednika, była stacja dyskietek 3,5" SuperDrive.
Macintosh Classic, podobnie, jak Macintosh SE został umieszczony w obudowie modelu Macintosh 128K, którą opracowali Jerry Manock i Terry Oyama. Firma Apple wyprodukowała dwie wersje komputera, w cenie od 1000 do 1500 USD. Odpowiedzi specjalistycznej prasy były zróżnicowane: większość krytykowała wolny mikroprocesor i pozbawienie komputera gniazd rozszerzających. Ogólnie przyjęta konkluzja mówiła o tym, że Classic jest przydatny wyłącznie do przetwarzania tekstów, pracy z arkuszami kalkulacyjnymi i bazami danych, choć niska cena i dobra dostępność aplikacji edukacyjnych pozwoliła na zyskanie popularności modelu w zastosowaniach edukacyjnych. Komputer sprzedawano równolegle z mocniejszym modelem Macintosh Classic II od roku 1991, zaś produkcję zamknięto w roku 1993.

## Historia

### Opracowanie
Po tym, jak współzałożyciel firmy Apple Steve Jobs opuścił ją w roku 1985, kwestie rozwoju produktów przejął Jean-Louis Gassée, który wcześniej dowodził francuskim oddziałem przedsiębiorstwa. Gassée dokonał przeniesienia produktów Apple w dwóch kierunkach: zwiększonej „otwartości” systemów poprzez umożliwienie ich rozszerzania i interoperacyjności oraz wyższej ceny. Przez dłuższy czas twardo stał na stanowisku, że firma Apple nie powinna kierować swoich produktów do odbiorców i mniejszej zasobności portfela, gdzie uzyskiwany dochód byłby niewielki, za to powinna skupić się na produktach z „wyższej półki” przynoszących większe dochody. Swoją argumentację poparł wykresem, na którym wskaźnik ceny do wydajności komputerów o niskich parametrach technicznych i niskiej cenie znajdował się w lewym dolnym rogu wykresu, zaś w prawym górnym rogu umieszczony był ten sam wskaźnik dla drogich i wydajnych urządzeń. Cel położony wysoko w prawej części wykresu stał się swoistą mantrą pracowników wyższego szczebla zarządzania firmą, którzy często powtarzali formułę „pięćdziesiąt pięć albo śmierć”, odwołując się do założonego przez Gasséego 55-procentowego zysku. Przyjęcie zasady dążenia do prawego górnego rogu wykresu skutkowało pojawieniem się w sprzedaży serii urządzeń Macintosh o coraz wyższych cenach. Początkowe plany zakładały, że nowe urządzenia sprzedawane będą w cenie około 1000 USD, lecz ostatecznie ustalono ją na 2495 USD. Ceny systemów komputerowych serii Macintosh rosły sukcesywnie: Macintosh Plus kosztował nieco więcej, czyli 2599 USD< model SE – 2900 lub 3900 USD w zależności od wyposażenia, zaś Macintosh II z podstawowym wyposażeniem kosztował co najmniej 5500 USD. Ceny nowocześniejszych urządzeń były jeszcze wyższe, Macintosh IIcx kosztował 5369 USD, model IIci – 6269 USD, zaś IIfx 9900 USD, przy czym żaden model nie był wyposażony w klawiaturę ani monitor. Pod koniec lat 80. XX wieku kolorowe monitory CRT były względnie drogie; czternastocalowy ekran produkcji Apple pozwalający wyświetlać obraz w rozdzielczości 640x480 sprzedawano w cenie katalogowej 999 USD, a klawiatury Apple z interfejsem ADB, choć charakteryzowały się wysoką jakością, sprzedawano w zbliżonej cenie. Jedynym niedrogim komputerem Apple pod koniec lat 80. XX wieku był kilkunastoletni Mac Plus, sprzedawany w cenie około 2000 USD.
Po odejściu od idei skłaniania się ku lewej dolnej części wykresu zysków kilka lat wcześniej i w obliczu ignorowania ich produktów na rynku wysokowydajnych komputerów osobistych, wyniki Apple zaczęły spadać pod koniec lat 80. XX wieku, zaś okres przedświąteczny roku 1989 przyniósł pierwszy od lat spadek sprzedaży, jak też spadek cen akcji przedsiębiorstwa w ujęciu kwartalnym.
W styczniu 1990, Gassée zrezygnował ze stanowiska, zaś jego decyzyjność w dziedzinie rozwoju produktów przekazano szeregowi następców. Wielu inżynierów przedsiębiorstwa naciskało na konstruowanie tańszych urządzeń, co miało budować udział firmy na rynku i zwiększać popyt w całym spektrum cenowym. Odejście Gasséego spowodowało dążenie do szybkiego wprowadzenia na rynek szeregu niedrogich modeli komputerów. Zidentyfikowano trzy docelowe systemy: niskobudżetową maszynę o cenie rzędu 1000 USD, niedrogi komputer z kolorową grafiką i droższe urządzenie z kolorową grafiką do wykorzystywania przez niewielkie firmy. Skutkiem tych trzech trendów było pojawienie się modeli Classic, Macintosh LC i Macintosh IIsi.

### Pojawienie się modelu na rynku
10 czerwca 1990 czasopismo MacWEEK poinformowało czytelników, ze firma Apple zapłaciła przedsiębiorstwu Modular Computer Systems Inc., będącemu spółką zależną Daimler-Benz AG kwotę 1 miliona USD za prawo stosowania nazwy „Classic”, podpisując tym samym umowę na pięć lat. Firma nie podpisała przedłużenia umowy po jej wygaśnięciu. MacWEEK zakładał, że nowy komputer wyposażony będzie w ten sam mikroprocesor Motorola 68000 z zegarem 8 MHz i dziewięciocalowy ekran, co poprzednik, jak też, ze jego cena wyniesie między 1500 a 2150 USD.
15 października 1990 John Sculley (ówczesny dyrektor zarządzający Apple) przedstawił projekt komputera Macintosh Classic na konferencji prasowej, ogłaszając przy tym, ze cena komputera wyniesie 1000 USD. Podczas konferencji powiedział też, że „by zdobyć nowych klientów, nie tylko obniżyliśmy ceny oferowanych aktualnie produktów. Komputery te zaprojektowaliśmy od zera, wbudowując w nie cechy, których oczekiwali nasi klienci.”. Nowa strategia cenowa firmy Apple spowodowała obawy inwestorów, którzy widzieli w niej drogę do zmniejszenia zysku. Brodie Keast, kierownik działu marketingu powiedział: „Jesteśmy gotowi zrobić wszystko by dotrzeć z Macintoshami do szerszej rzeszy klientów (...) Plan zakłada jak najbardziej agresywną politykę cenową.” Po pojawieniu się modelu Classic na rynku cena akcji firmy Apple osiągnęła poziom 27,75 USD za akcję, co w stosunku do cen z 12 grudnia 1990 stanowiło spadek o 50 centów, jak też znacznie odbiegało od zanotowanego w poprzednich 12 miesiącach poziomu 50,37 USD.
Model Classic zadebiutował następnie w Europie i Japonii. Na rynku japońskim komputer sprzedawano w cenie 198 tysięcy jenów, co stanowiło równowartość 1523 USD więcej niż na rynku amerykańskim, lecz równało się cenie nowego produktu firmy Toshiba – laptopa Toshiba DynaBook.
Wydawszy 40 milionów USD na zachęcenie potencjalnych użytkowników do kupienia modelu Classic jako pierwszego w ich życiu firmie Apple zaczęły doskwierać problemy z obsłużeniem wysokiego zapotrzebowania. W roku 1990 Apple podwoił swoje zdolności produkcyjne powiększając fabryki w Singapurze oraz irlandzkim mieście Cork, które montowały komputery Classic. By przyspieszyć wysyłki, drogę morską zastąpiono transportem lotniczym. Zbyt skąpe dostawy powodowały obawy u przedstawicieli firmy, winiących za opóźnienia planistów Apple'a.
Komputery Macintosh Classic oraz Macintosh LC zostały przekazane firmie Scholastic Corporation na dwanaście miesięcy przed ich oficjalną premierą; przedsiębiorstwo zamierzało wydać 16 programów na te komputery jeszcze w roku 1991. Peter Kelman, wydawca tytułów Scholastic, przewidywał, że Macintosh stanie się „urządzeniem szkolnym lat dziewięćdziesiątych.”. Szkoły mogły kupić komputer Macintosh Classic za 800 USD. Ten fakt, wraz z dobrą dostępnością programów edukacyjnych, doprowadził do wysokiej popularności komputerów Classic w amerykańskiej edukacji.

## Parametry techniczne
Komputer w konfiguracji podstawowej wyposażony był w 1 MB pamięci RAM i był pozbawiony twardego dysku. Kosztował 999 USD; za cenę 1499 USD można było kupić komputer wyposażony w dodatkowy megabajt pamięci RAM na karcie rozszerzeń i dysk twardy o pojemności 40 MB. W stosunku do poprzednika, modelu Macintosh Plus, Classic zawierał szereg ulepszeń. Był o około 25% szybszy i standardowo wyposażono go w 3,5-calowy napęd dyskietek SuperDrive. Napęd potrafił odczytywać i zapisywać dyskietki w formacie Apple, MS-DOS, OS/2 i ProDOS. Model Classic był ostatnim wykorzystującym mikroprocesor Motorola 68000.
Komputer pracował pod kontrolą systemu operacyjnego System 6.0.7, potrafił jednak korzystać z nowszych jego wersji, do 7.5.5 włącznie. Niewidoczny dla użytkownika wolumin HFS zawierał przeznaczony tylko do odczytu System 6.0.3. Komputer można było uruchomić pod kontrolą systemu w wersji 6.0.3 poprzez przytrzymanie klawiszy Command, Option, X i O podczas startu systemu.
Niektórzy dostawcy modelu Classic dołączali do niego zestaw oprogramowania o nazwie Smartbundle. Zestaw oprogramowania można było również nabyć oddzielnie w cenie 349 USD; zawierał on program do obróbki tekstów WriteNow, arkusz kalkulacyjny Full Impact produkcji Ashton Tate, system baz danych RecordHolderPlus i program graficzny Superpaint 2.0.

## Projekt

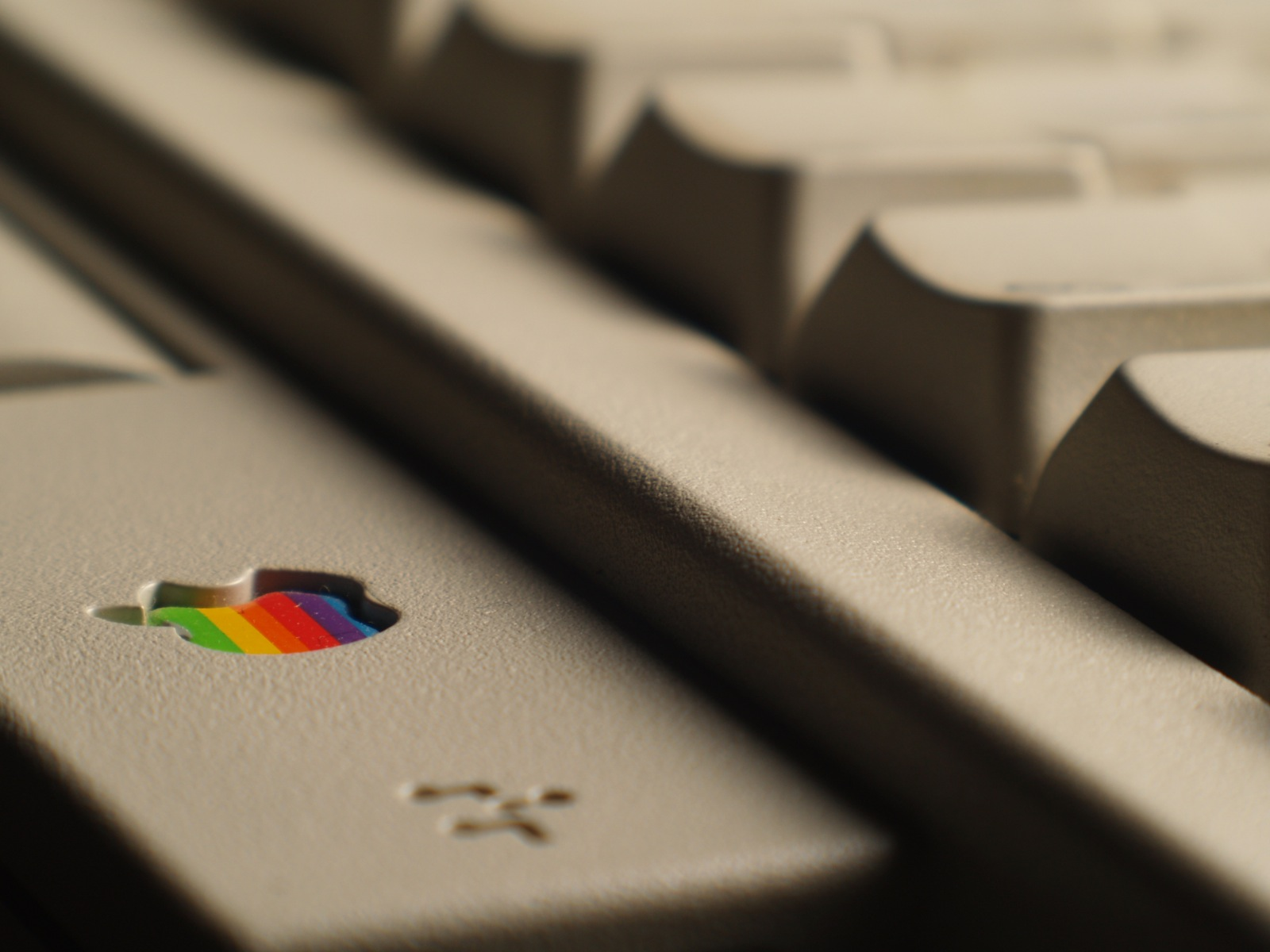
Standardowo do komputera dołączana była klawiatura Apple keyboard II.

Komputer nawiązywał stylistyką do modelu Macintosh 128K Jerry'ego Manocka i Terry'ego Oyamy. Przywoływał pewne elementy tego modelu, pozostawiając niewiele szczegółów „przemysłowego” wyglądu modelu SE. Jedyną pozostałością modelu SE był pas (wgłębienie) na przednim panelu komputera, biegnący wzdłuż szczeliny napędu dyskietek. Charakterystyczne dla modelu SE wcięcia w obudowie nie zostały przeniesione do modelu Classic, zaś pionowe nacięcia w podstawie obudowy zamieniono na cztery poziome szczeliny wentylacyjne, bardziej przywodzące na myśl projekty pierwszych komputerów firmy. Dodatkowo, krzywizna przodu komputera została zwiększona do promienia 1,3m, podobnie, jak w modelach LC i IIsi. Pokrętło regulacji jasności ekranu zostało zastąpione regulacją z wykorzystaniem oprogramowania. Bryła modelu Classic stała się standardem projektowym komputerów firmy Apple przez większość lat 90. XX wieku.
Płyta główna modelu Macintosh Classic została zaprojektowana na bazie płyty głównej modelu Macintosh SE. Jej rozmiary zostały jednak ograniczone poprzez wykorzystanie techniki montażu powierzchniowego do 23 × 13 cm, co stanowiło połowę wymiarów poprzednika. Zmiany konstrukcyjne oraz pozbawienie płyty głównej gniazd rozszerzających znacznie zmniejszyły koszty produkcji. Brak możliwości rozbudowy i niewielki rozmiar ekranu w połączeniu z dużą popularnością komputerów Macintosh na rozwijającym się rynku DTP doprowadziły do powstawania takich rozwiązań, jak ekrany podłączane przez port SCSI, co dopiero pozwalało na pracę z ekranem pełnostronicowym lub nawet dwustronicowym. Projekt komputera został powtórzony w roku 1991, kiedy firma opracowała model Classic II.

## Reakcja rynku
Część recenzji nowego komputera koncentrowała się na wydajności procesora i braku złącz rozszerzających. Liza Schafer z czasopisma Home Office Computing chwaliła łatwość użytkowania komputera i jego cenę, choć skrytykowała dziewięciocalowy ekran z uwagi na to, ze kartka formatu US Letter, 8,5 × 11 cali, nie mieściła się na monitorze. Przestrzegała przed zakupem Macintosha Classic tych, którzy oczekiwali od komputera grafiki wysokiej jakości i zamierzali go wykorzystywać w małej poligrafii. Schaffer stwierdziła, że „Wartość Macintosha Classic sprawia większe wrażenie niż jego wydajność, lecz ta spokojnie wystarczy do pracy nad książką, arkuszem kalkulacyjnym, czy bazą danych.”. Tygodnik PC Week skrytykował zbyt wolny procesor, ujmując to następująco: „Szybkość taktowania rzędu 7,8 MHz wystarcza do przetwarzania tekstu i pracy z grafiką w ograniczonym zakresie, lecz nie jest wystarczająca dla zaawansowanych użytkowników. Classic da się w ten sposób sklasyfikować jako komputer domowy lub komputer do używania w ograniczonym zakresie w podróży.” Recenzja zamieszczona w czasopiśmie PC User konkludowała w sposób podobny: „Wolny procesor i brak złącz rozszerzeń równoważą niską cenę komputera.”. Tygodnik MacWEEK opisał komputer jako „dobrego i niedrogiego następcę modelu Macintosh Plus, najlepiej odzwierciedlającą wizję linii Macintosh po sześciu i pół roku.”.
W wydaniu czasopisma Electronic Learning z lutego 1991, Robert McCarthy napisał: „Nauczyciele, pracownicy administracji oświatowej i autorzy oprogramowania entuzjastycznie przyjęli nową i tańszą linię komputerów Apple Macintosh.”. Steve Taffe, kierownik do spraw strategii dydaktycznej w firmie MECC, wydawcy oprogramowania edukacyjnego, wyjaśnił swoją ekscytację pojawieniem się Classica następująco: „Jest wspaniały – zarówno dlatego, że to Mac i dlatego, że ma taką niską cenę. Każdy może sobie teraz pozwolić na Macintosha.”. Scholastic, kolejny wydawca oprogramowania edukacyjnego, również był przekonany o tym, że nowy produkt firmy Apple jest w stanie konkurować z komputerami pracującymi pod kontrolą systemu MS-DOS, ujmując to następująco: „Są tak samo efektywne kosztowo i wydajne jak komputery pracujące pod kontrolą MS-DOS-u, lecz przewyższają je znacznie pod względem komfortu użytkowania.”. Sue Talley, kierownik działu planowania strategicznego w sektorze edukacyjnym, powiedziała: „Widzimy [komputer Classic] jako model wchodzący w zastosowania, od których wymaga się wydajnosci obliczeniowej, lecz niekoniecznie kolorowej grafiki.” Talley określiła Classic jako model najlepiej odpowiedni do laboratoriów komputerowych, gdzie przetwarza się teksty i wykonuje inne podstawowe działania na danych. Wiele szkół zdecydowało jednak o niekupowaniu modelu Classic, z uwagi na brak kolorowego wyświetlacza, którym dysponował droższy Macintosh LC.

## Dane techniczne
| Element                     | Opis |
| --------------------------- | --- |
| Ekran                       | 9 cali, monochromatyczny, kineskopowy, 512 × 342 pikseli |
| Przechowywania danych       | Dysk twardy SCSI 40 MB (opcja), wbudowany napęd dyskietek 3,5" SuperDrive |
| Mikroprocesor               | Motorola 68000 z zegarem 8 MHz |
| Taktowanie szyny systemowej | 8 MHz |
| Pamięć RAM                  | 1 MB, rozszerzalna do 2 lub 4 MB z wykorzystaniem 30-stykowych modułów SIMM o szybkości dostępu 120 ns, jak też opcjonalnych kart rozszerzających podłączanych do odpowiedniego złącza                                                                            |
| Pamięć ROM                  | 512 KB |
| Połączenie sieciowe         | AppleTalk |
| Bateria systemowa           | Litowa, 3,6V |
| Wymiary                     | 33,5×24,6×28,4 cm, 7,26 kg |
| Złącza                      | * 1 szt. ADB (klawiatura, mysz) - 2 szt. port szeregowy mini-DIN-8 RS-422 (drukarka, modem telefoniczny, AppleTalk) - 1 szt. DB-19 (zewnętrzny napęd dyskietek) - 1 szt. DB-25 (SCSI; zewnętrzny dysk twardy, skaner) - 1 szt. złącze słuchawkowe typu jack 3,5mm |
| Złącza kart rozszerzajacych | brak |
| Dźwięk                      | 8-bitowy przetwornik monofoniczny, 22 KHz |
| Nazwa kodowa                | XO |